# NGC 6357
NGC 6357 је расејано јато са емисионом маглином у сазвежђу Шкорпија које се налази на NGC листи објеката дубоког неба.
Деклинација објекта је - 34° 12' 5" а ректасцензија 17h 24m 43,5s. Привидна величина (магнитуда) објекта NGC 6357 износи 8,2. NGC 6357 је још познат и под ознакама ESO 392-SC10, CED 142, Sh2-11.